# Zredukowany układ reszt modulo
Zredukowany układ reszt modulo {\displaystyle n} – jest to układ reprezentantów klas abstrakcji relacji przystawania reszt modulo {\displaystyle n,} będących względnie pierwszych z {\displaystyle n,} tzn. zbiór: {\displaystyle \Phi _{n}:=\{a\in \mathbb {Z} _{n}:{\mbox{NWD}}(a,n)=1\},} gdzie {\displaystyle \mathbb {Z} _{n}} jest zbiorem reszt modulo {\displaystyle n}.
Łatwo można zauważyć, że {\displaystyle |\Phi _{n}|=\varphi (n),} gdzie {\displaystyle \varphi } jest φ-funkcją Eulera.